# ブランカレオーネ
ブランカレオーネ（イタリア語: Brancaleone）は、イタリア共和国カラブリア州レッジョ・カラブリア県にある、人口約3,500人の基礎自治体（コムーネ）。

## 地理

### 位置・広がり

#### 隣接コムーネ
隣接するコムーネは以下の通り。
- ブルッツァーノ・ゼッフィーリオ
- パリッツィ
- スタイーティ

## 行政

### 分離集落
ブランカレオーネには、以下の分離集落（フラツィオーネ）がある。
- Capo Spartivento (Galati), Pressoceto, Paese Nuovo, Razzà, Fiumarella